# Zoé de Gamond
Zoé de Garmond (Bélgica, 11 de fevereiro de 1806 — Bélgica, 28 de fevereiro de 1854) foi uma educadora e feminista belga.